# オウルン・パロセウラ
オウルン・パッロセウラ（フィンランド語: Oulun Palloseura）は、フィンランドの中央部、オウル州、北ポフヤンマー県の都市オウルに本拠地を置くサッカークラブである。OPSは略称。

## 概要
2006年創設。同年のシーズンより3部相当のリーグであるカッコネンに参入した。参入初年度こそ11位に終わったが、翌年2007年ジーズンは最終順位を2位で終え、さらに2008年シーズンは3位と、確実に上位をキープする実力をつけていった。2009年シーズンには念願の3部優勝を果たし、2010年シーズンからの2部昇格を決めた。2011年シーズンは2位でシーズンを終了した。

## タイトル

### 国内タイトル
- カッコネン:1回

2009

### 国際タイトル
- なし

## 過去の成績
- 2006 カッコネン･グループC 11位
- 2007 カッコネン･グループC 2位
- 2008 カッコネン･グループC 3位
- 2009 カッコネン･グループC 1位 昇格
- 2010 ウッコネン 5位
- 2011 ウッコネン 2位
- 2012 ウッコネン 5位
- 2013 ウッコネン 9位 昇格

## 歴代所属選手
- アルベルト・ラミレス 2012-
- マルコ・ヤクシッチ 2012-